# Ron Frenz
Pour les articles homonymes, voir Frenz.
Compléments
New Warriors
Amazing Spider-Man
The Mighty Thor
The Amazing Spider-Girl
Ron Frenz  est un dessinateur et scénariste de comics américain, né le 1er février 1960 à Pittsburgh.

## Biographie
Ronald Wade Frenz naît le 1er février 1960. Il  commence à travailler pour Marvel Comics au début des années 1980. Il dessine des épisodes de  Ka-Zar the Savage, The Further Adventures of Indiana Jones, Star Wars, Marvel Saga et surtout Amazing Spider-Man. Dans les années 1990, il dessine les miniséries Thunderstrike, Hercules and the Heart of Chaos et Spider-Man: Revenge of the Green Goblin. Cependant il est surtout le dessinateur attitré de Thor. Il passe ensuite chez DC comme dessinateur attitré de Superman. Il revient ensuite chez Marvel et cocrée, avec Tom DeFalco le personnage de Spider-Girl. Cette même année, il dessine Freemind chez Future Comics.
En 2009, il reçoit le prix Nemo.
En 2017, il collabore avec Sal Buscema sur la série The Blue Baron scénarisée par Darin Henry et publiée par Sitcomics.

## Publications
(septembre 2018).
- The Mighty Thor
- Ka-Zar
- Spider-Girl cocréateur avec  Tom DeFalco & Mark Bagley
- Amazing Spider-Man
- Superman (vol. 2)
- Star Wars (bande dessinée)
- Marvel Knights
- Marvel Team-Up
- Marvel Saga
- A-Next cocréateur avec  Tom DeFalco
- Buzz #1-4 cocréateur avec  Tom DeFalco & Sal Buscema
- Captain America
- Darkdevil cocréateur avec Tom DeFalco & Al Milgrom
- Defenders
- Les Quatre Fantastiques
- Thunderstrike (Kevin Masterson) cocréateur avec Tom DeFalco & Al Milgrom
- Webspinners: Tales Of Spider-Man
- What if ? (comics)